# Бухов, Владислав Сергеевич
Владислав Сергеевич Бухов (укр. Владислав Сергійович Бухов; род. 5 июля 2002, Донецк) — украинский пловец, чемпион мира по плаванию вольным стилем на дистанции 50 метров, рекордсмен Украины, участник Олимпийских игр в Токио, чемпион мира и двукратный бронзовый призёр юниорского чемпионата Европы.

## Карьера
В январе 2020 года на турнире в Люксембурге установил новый юниорский рекорд мира и Европы на дистанции 50 метров батерфляем и выиграл серебряную медаль, кроме этого на дистанции 50 метров свободным стилем стал третьим и выполнил норматив на Олимпийские игры 2020 года.
17 февраля 2024 года на чемпионате мира по водным видам спорта в Дохе завоевал золотую медаль в заплыве на 50 метров вольным стилем.